# Saint-Rome-de-Cernon

Saint-Rome-de-Cernon este o comună în departamentul Aveyron din sudul Franței. În 1 ianuarie 2022 avea o populație de 961 de locuitori.